# Ефросина Палеологина
Ефросина Палеологина е византийска принцеса и съпруга на Ногай – хан на Златната орда.

## Произход
Ефросина е незаконна дъщеря на император Михаил VIII Палеолог от някоя си Дипловатацина. От същата жена Михаил VIII Палеолог има друга дъщеря – Мария-Деспина Палеологина.
През 1265 г. Михаил VIII Палеолог изпраща Мария-Деспина в харема на Абака – хан на монголския Илханат в Персия, с което двете страни закрепват добрите отношения помежду си.
На следващата 1266 г. Ефросина Палеологина споделя съдбата на сестра си. Тя е изпратена в Златната орда, където попълва харема на хан Ногай. По този начин византийският император успява да отклони набезите на татарите от ромейските владения в Тракия.

## Политическа роля
Има данни, че като жена на Ногай Ефросина Палеологина се ползва с изключителвно влияние в ханския двор. През 1280 г. в двора на хана пристига избягалият от България Ивайло, който търси подкрепата на сюзерена си, за да се върне на търновския престол. Ханът приема благосклонно Ивайло и се отнася добре към него. Вероятно Ефросина уведомява роднините си в Константинопол за пристигналия в Златната орда гост. За да изпревари събитията, Михаил VIII Палеолог изпраща при Ногай зет си, бившия български цар Иван Асен III (женен за полусестрата на Ефросина – Ирина Палеологина). Иван Асен III моли хана за „справедливост“ и сам иска помощта му. Раздвоен между двамата претенденти за българската корона, Ногай първоначално се колебае и протака решението си. В този момент Ефросина застава на страната на зет си и постепенно настройва съпруга си срещу Ивайло. По време на един пир, на който присъствали както Ивайло, така и Иван Асен III, Ногай заповядва на хората си да убият Ивайло. Никифор Григора съобщава, че в този момент животът на Иван Асен III е пощаден заради застъпничеството на Ефросина, която го изпратила обратно във Византия. Това потвърждава ролята на византийската принцеса в описаните събития.
Ефросина Палеологина е кръстница на българската царица Ефросина – първа съпруга на цар Теодор Светослав. Дядото на Ефросина е известният кримски търговец Пантолеон, който е близък приятел на хан Ногай. Поради това на Панталеон е оказана честта внучката му да бъде кръстена именно от съпругата на хана. Ефросина Палеологина урежда морганатичния брак между богатата Ефросина и Теодор Светослав, който пребивава като заложник в ханския двор. След бягството на цар Георги I Тертер от България Теодор Светослав изпитва големи финансови затруднения, които серизно намаляват шансовете му да се бори за бащиния си престол. В този момент помощта на Ефросина Палеологина за сключването на брака му с Ефросина се оказва решваваща за възкачването на Теодор Светослав на българския престол през 1300 г. Георги Пахимер разказва, че богатствата на съпругата му убедили търновци да отворят вратитите на града пред Теодор Светослав и да го изберат за цар.
Вероятно зад помощта на Ефросина Палеологина отново стоят интересите на Константинопол, който е държан в течение за всичко, което се случва в ханския двор. Не е изключено Ефросина да действа в интерес на брат си – император Андроник II Палеолог. Укрепвайки позициите на Теодор Светослав, Ефросина Палеологина поставя в неудобно положение първата си братовчедка – българската царица Смилцена Палеологина, която води опасна за Византия политика на сближение между България и Сърбия, които са най-големите съперници на Константинопол за властта над земите в Македония.
Хан Ногай е убит през 1299 – 1300 г. от монголите на законния хан Токту в битката при Кагамлик, близо до Днепър. Съдбата на Ефросина Палеологина около тези събития е неизвестна. Възможно е тя да е починала преди съпруга си, да е станала жертва на борбите за власт в Златната орда след неговата смърт или да е била върната обратно в Константинопол.